# Лукашевич Степан Володимирович
Степан Владимирович Лукашевич (1853—1934) морський офіцер,  український аристократ. Член Державної думи Російської імперії від Полтавської губернії.

## Життєпис
Православний. Зі спадкових шляхтичів. Землевласник Золотоніського повіту (633 десятини при селі Мехедівка).
Закінчив Морське училище (1875). Протягом наступних чотирьох років перебував у плаванні у Балтійському та Чорному морях. У 1879 вийшов у відставку у чині лейтенанта і оселився у своєму маєтку в Мехедівці, де присвятив себе земській діяльності.
З 1883 обирався гласним Золотоніського повітового та Полтавського губернських земських зборів, почесним мировим суддею. Протягом 25 років був головою Золотоніської повітової земської управи, почесним піклувальником жіночої гімназії та сільськогосподарського училища, головою сільськогосподарського товариства та товариства допомоги учням. Дослужився до чину статського радника. Долучався до Союзу 17 жовтня.
У лютому 1907 був обраний членом II Державної думи від з'їзду землевласників Полтавської губернії. Входив у фракцію «Союзу 17 жовтня» і групу правих та помірних. Був членом бюджетної комісії.
У жовтні 1907 обраний членом III Державної думи від Полтавської губернії. Входив до фракції октябристів. Був доповідачем 3-го відділу з перевірки прав членів ГД, а також членом комісій: бюджетної, державної оборони та судових реформ.
У 1912 переобраний до Державної думи. Входив у фракцію октябристів, після її розколу — у фракцію земців-октябристів. Також входив до Прогресивного блоку. Був членом комісій: бюджетної, у військових та морських справах та у боротьбі з німецьким засиллям.
Під час Лютневої революції був у відпустці через хворобу. Після більшевицького Жовтневого перевороту емігрував до Франції.
Помер 1934 в Ніцці. Похований на цвинтарі Кокад. Був одружений.

## Спогади сучасників
Лукашевичу присвячено короткий розділ у мемуарах Василя Шульгіна «Роки. Дні»:
|  | Був серед членів Думи, що представилися, старий земський діяч Полтавської губернії, голова золотоніської земської управи, лейтенант у відставці Степан Лукашевич. Людина віком понад п'ятдесят років, дуже симпатична, але дуже хитра. Нам усім, як я вже казав, хотілося дізнатись, коли розпустять Державну Думу. Але приклад Пуришкевича показав, що Государ не дозволяє про це говорити. Лукашевич зумів так повернути справу, що ми всі зрозуміли. Государ запитав Лукашевича, де він служив. Він відповів: — На Флоті Вашої Імператорської Величності. Потім вийшов у відставку та довго був головою земської управи. А тепер ось вибрали до Державної Думи. І дуже мені незручно, бо сиджу в Петербурзі і земські справи запускаю. Якщо це триватиме довго, я маю подати у відставку із земства. Так от і не знаю. І він зупинився, дивлячись Государю прямо в очі з невинним виглядом ... Пан усміхнувся і перейшов до наступного, але, мабуть, йому сподобалася ця своєрідна хитрість. Він знову повернувся до Лукашевича і, посміхаючись, сказав йому: — Стривайте подавати у відставку… Цієї хвилини ми всі зрозуміли, що дні Державної Думи пораховані. |